# Isadora Duncan
Isadora Duncan (rojena Dora Angela Duncanon), ameriška plesalka, * 27. maj 1877, San Francisco, ZDA, † 14. september 1927, Nica, Francija.
»V sebi je imela nekaj viharja. Tudi če je obstala popolnoma na miru, se je zdelo, da se njeni lasje, njena obleka, celo zrak okrog nje premikajo, kot da bi se vihar, skozi katerega je tekla, ujel v njenih laseh«. Tako je opisala sodobnica ameriško plesalko Isadoro Duncan. Njeno dejansko ime je bilo Angela. Bila je sopotnica sodobnega simfoničnega izraznega baleta. Razvila je nov način gibanja, ki se je naslanjal na grški ideal lepote. Prva je plesala na klasično koncertno glasbo. Kot nasprotnica klasičnega baleta je poskušala oživeti ples antike.
Rodila se kot hči irskega izseljenca. Leta 1877 se je z družino vrnila v Evropo. Ko so se starši ločili, je živela s tremi brati in sestrami pri materi, ki je delala kot učiteljica glasbe. Živeli so revno, vendar je bila družinska atmosfera polna ljubezni, lepote in glasbe.
Že kot dvanajstletnica je imela poroko za nesmiselno. V svojih spominih je napisala: »Zaradi slabega položaja žensk in usode moje matere sem že takrat sklenila, da se bom celo življenje borila proti poroki in za žensko emancipacijo in za pravico vsake ženske, da rodi otroke kadar si zaželi.«
Že kot otrok je odklanjala klasičen balet in razvila lasten stil plesa. Z 12. leti je spremenila ime v »Isadora«. Prve nastope je imela v Čikagu in New Yorku, vendar je imela le malo uspeha. Po prihodu v Evropo je doživela prvi uspeh v Londonu. Uspešni nastopi so se nadaljevali v Parizu. Pot jo je vodila preko Berlina in Moskve nazaj v Pariz. Na turnejah je prepotovala pol Evrope in nastopala v prestolnicah južne in severne Amerike.
Skupaj s svojo sestro Elizabeto Duncan (1874 – 1948) je leta 1904 ustanovila v Grunewaldu pri Berlinu plesno šolo internatnega tipa. V tej šoli naj bi se otroci brezplačno šolali od rosne mladosti po njenih načelih. Telo, duša in duh učenk se naj bi enako razvijali. Šola se je preselila najprej v Darmstadt, nato pa v Salzburg in kasneje v München.
Pri njenih nepozabnih nastopih je pritegnila publiko od prvega trenutka. Pojavila se je pred modrim zaslonom in ostala daljši čas nepremično. Pri prvih taktih glasbe se je približala rampi in držala kot pri kronanju roke nad glavo toliko časa, da je obvladala vse gledalce. Plesala je brez steznika in bosa v rimsko-grških oblačilih, v hitonu in tuniki, ki so odkrivala roke in noge. Pri skokih in vzpenjanju je gibe tako poudarila, da je bilo videti, kot da lebdi in leti in da je izgubila vsako povezavo s tlemi.
V Berlinu se je zaljubila v britanskega igralca, režiserja in scenografa Gordona Craiga (1872 – 1966). Postal je njen življenjski sopotnik, poravnala je njegove dolgove in plačevala račune. Leta 1906 je rodila hčer Deidre. Po enem letu ji je povedal: »Ne more trajati večno.«
Po Gordonu Craigu je bil v letih 1910 – 1913 njen življenjski sopotnik Paris Singer (1867 – 1932). Njej in njenim učenkam je uredil vilo na francoski Rivieri. Leta 1911 je rodila drugega otroka Patrika.
Njena sreča se je končala 19. aprila 1913, ko sta v Seni utonila njena otroka. Po smrti otrok je Isadora začela piti, zredila se je in je izgubila telesno privlačnost. Resignirano se je šalila: »Imam rada krompir in mlade moške«.
Leta 1922 se je 44-letna Isadora poročila v Moskvi s 26-letnim ruskim pesnikom Sergejem Aleksandrovičem Jeseninom. Bil je pijanec, živel v senci slavne žene, se z njo prepiral in pretepal. V Sovjetsko zvezo se je vrnil sam in se obesil v sobi, v kateri sta preživela medene tedne. Od njunih treh otrok je sin umrl kmalu po rojstvu.
Isadora Duncan je stara 50 let zelo dramatično umrla 14. septembra 1927. Ko se je s spremljevalcem hotela odpeljati na sprehod v odprtem Amilcaru, se je njen dolg, rdeč, svilen šal zapletel v napere kolesa in sunek ji je zlomil vrat.
Njena življenjska zgodba je posneta v filmu »Isadora« z Vanesso Redgrave v glavni vlogi.